# Santa Rita d'Oeste
Santa Rita d'Oeste este un oraș din statul São Paulo (SP), Brazilia.